# ヘンドリク・ファン・デン・ブルーク

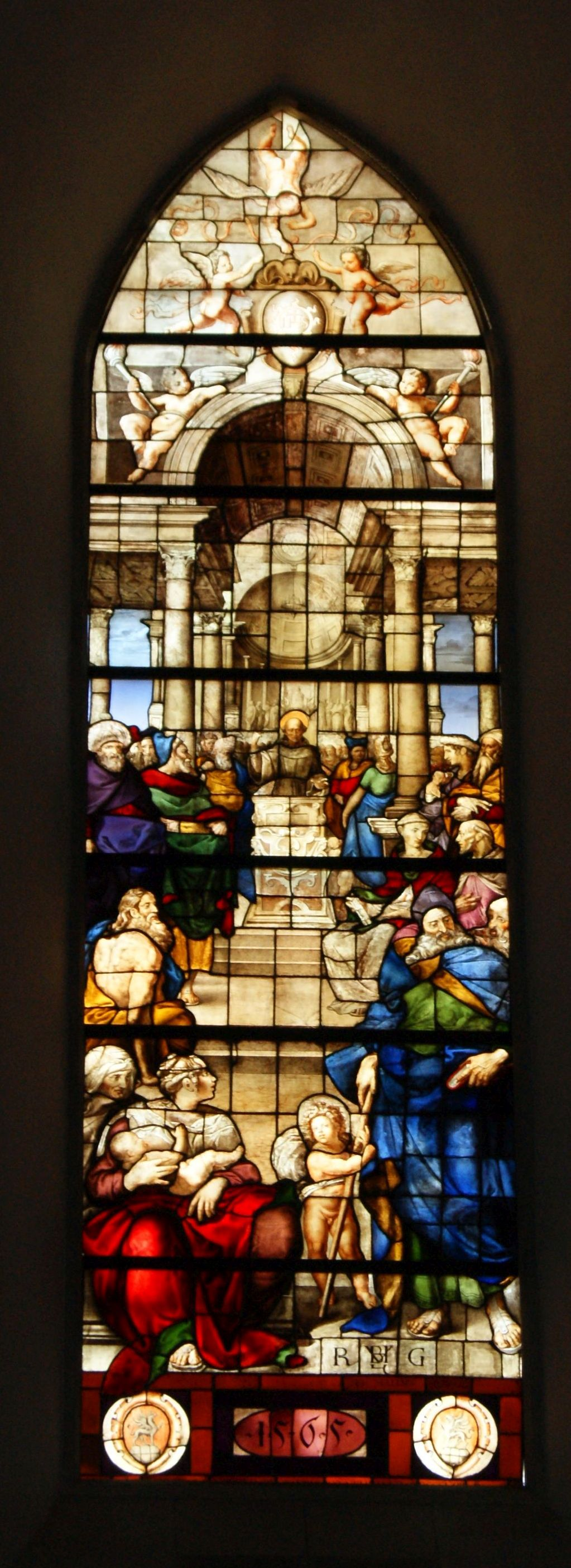
ペルージャの教会のステンドグラス

ヘンドリク・ファン・デン・ブルーク（Hendrick van den Broeck 、1530年ごろ - 1597年9月28日）は、フランドル出身の画家である。1550年代末にイタリアに移り、イタリア各地で活動した。フィレンツェでフィレンツェ大公、コジモ1世の宮廷画家を務め、ローマで教皇グレゴリウス13世からの注文で教会などの装飾画を描いた。イタリアではアッリーゴ・フィアミンゴ（Arrigo Fiammingo、フランドルのアッリーゴ）とも呼ばれた。

## 略歴
メヘレンで生まれた。同名の父親の息子に生まれた。兄弟には彫刻家になったウィレム・ファン・デン・ブルーク(Willem van den Broeck)らがいる。同時代のメヘレン出身の画家、クリスペイン・ファン・デン・ブルーク(Chrispijn van den Broeck: c.1523-c.1591)とはおそらく親類であったと推定されている。
アントウェルペンで大きな工房を開いていたフランス・フロリスの弟子になった。1557年ごろ、イタリアに移り、その後、没するまでイタリア各地で働いた。
1557年と1558年はフィレンツェで大公、コジモ1世らの注文でステンドグラスの制作を行い、1560年代の初めまでフィレンツェで、別のフランドル出身の画家たちと働いた。1561年にオルヴィエートの教会の壁画を描き、ペルージャなどで働き、1567年からはナポリで働いた。1572年から1573年はローマでジョルジョ・ヴァザーリらの複数の画家とヴァチカン宮殿の装飾画を描いた。その後ペルージャに戻った後、1580年から亡くなる1597年までローマで活動し、1580年にアカデミア・ディ・サン・ルカの会員になった。1587年にバチカン宮殿のシスティーナ礼拝堂の壁画を描いた。

## 作品

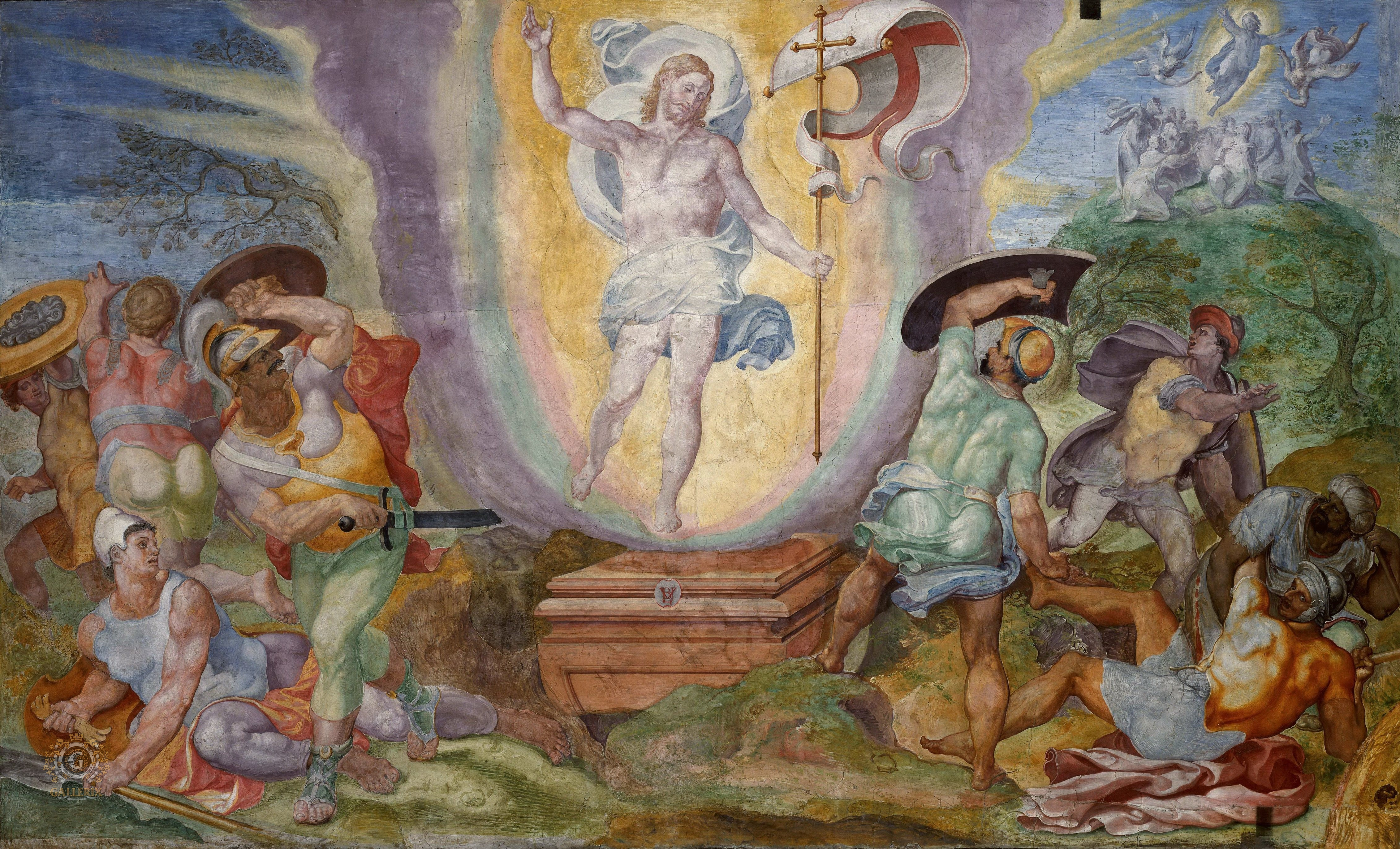
システィーナ礼拝堂壁画、「キリストの復活」
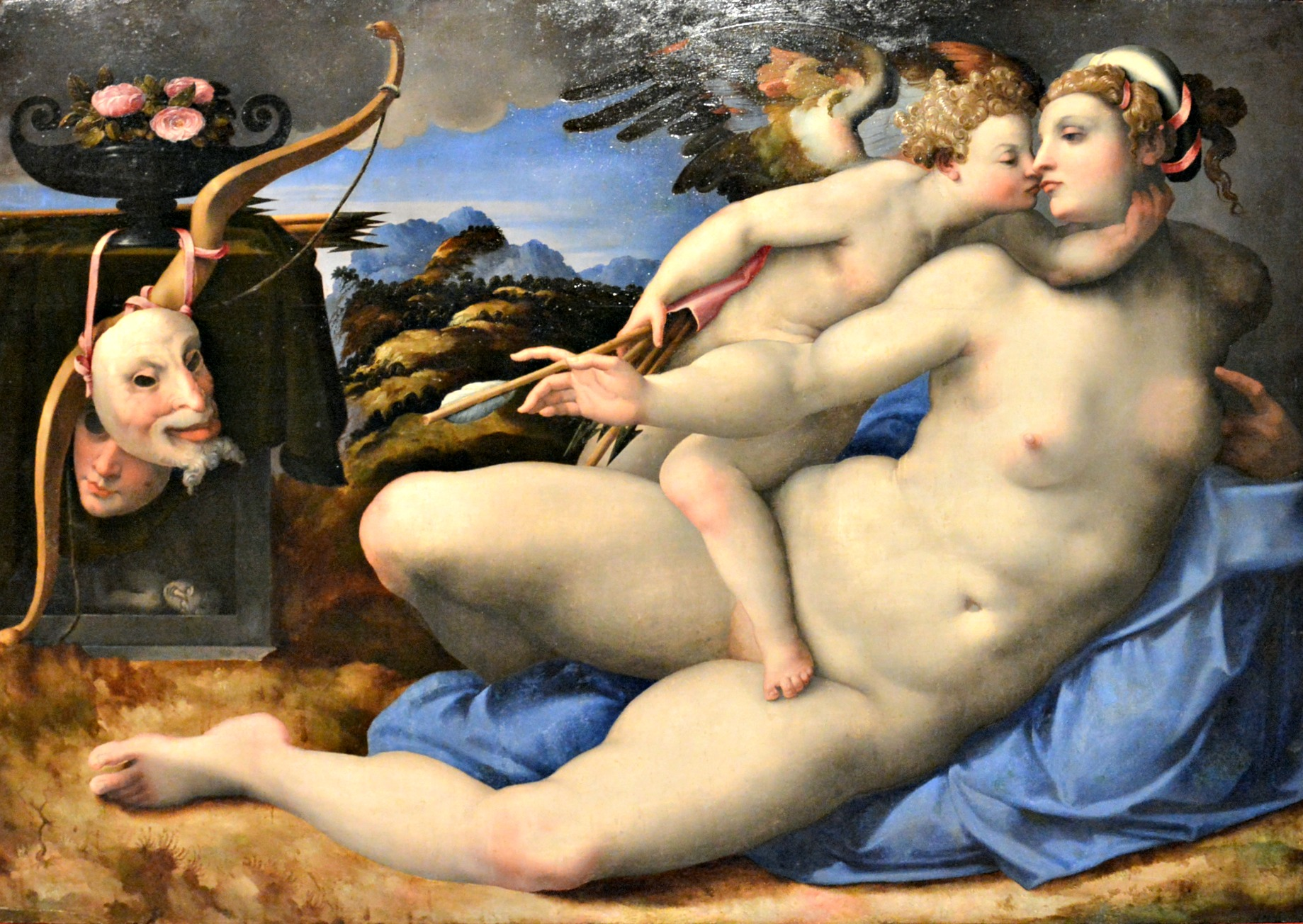
ヴィーナスとキューピッド